# District de Long Điền
Long Điền est un district de la province de Bà Rịa-Vũng Tàu au sud-est du Viêt Nam.

## Présentation
Il s'étend sur 77 km2. 
Son chef-lieu se trouve à Long Điền.  